# Riječki neboder
Riječki neboder - palača Àrbori (tal. palazzo Arbori) je najstariji neboder u Rijeci, nakon rata nazvan Riječkim, kako bi se razlikovao od istovremenog pandana na Sušaku. Smješten je na Jadranskom trgu u središtu grada.
Neboder je sagrađen 1939. godine prema projektu tršćanskog arhitekta Umberta Nordija, koji je u Rijeci angažiran zahvaljujući privatnoj inicijativi.
U vrijeme izgradnje neboder se nazivao  Palača Arbori. Naime, investitor je bio Al Caponeov knjigovođa Marco Arbori, povratnik iz Amerike, koji je želio podići poslovno-stambenu građevinu sa svom infrastrukturom, po uzoru na američke standarde. Tako je u skladu s propisima pod zemljom uređeno protuavionsko sklonište, ložionica za centralno grijanje i spremišta. Prizemna zona bila je namijenjena trgovačkom magazinu iz Milana, međukat njegovim poslovnicama, dok su na ostalim katovima stanovi. Stanovi su većih kvadratura, kuhinje s ugrađenim ormarima, a šesti kat smatrao se elitnim (primjerice, jedan stan je imao dva ulaza). Na krovu je zajednička praonica i sušionica rublja.
Urbanistički položaj zgrade strogo je određen prethodnom regulacijom koja je omogućila izgradnju visokih vertikala u strogom centru Rijeke, a već tada prometna Piazza Reggina Elena (danas Jadranski trg) bila je zamišljena po uzoru na Piazzu Oberdan u Trstu.
Palača Arbori, odnosno Riječki neboder, postao je jedan od prepoznatljivih simbola Rijeke, a svojom se prostornom organizacijom te oblikovanjem jednostavnog ali monumentalnog pročelja od opeke, smatra jednim od najznačajnijih djela moderne arhitekture na tlu današnje Hrvatske.

## Vanjske poveznice
|  | Zajednički poslužitelj ima još gradiva o temi Znamenite riječke građevine |